# JAPAN (漫画)
『JAPAN』（ジャパン）は、大塚英志原作・伊藤真美作画による日本の漫画。『月刊コミックコンプ』（角川書店）1993年4月号から1994年10月号にかけて連載された。

## 概要
世界戦争に敗れ、世界から消去された日本の物語で、日本の「戦後」という時代を「天皇」という問題を回避しないで描くことがテーマ。
いわゆる「メディアワークス事件」により連載作家の多くが、メディアワークス発行の『月刊電撃コミックガオ!』へ移行する。大塚英志は実際のところこの騒動の立役者の一人であったが、この混乱に乗じて自らの個人的野心からこの作品の連載に至った。しかし、結局『コミックコンプ』は休刊し、打ち切りのような形で終わってしまう。
単行本は連載当初にコンプコミックスDX（A5判サイズ）全3巻で発行。その後絶版となる。しかし2000年には、コミックコンプの後継誌である『月刊少年エース』のレーベル、カドカワコミックス・エース（B6判）で復刊。2008年現在ではそちらも絶版になっている。
作中に登場するストーカーとは「案内人」の意であり、タルコフスキーの映画からの引用。

## 世界設定
2000年代初頭、首相の直接選挙制を導入し、憲法を改正した日本は、再軍備化して正式な軍隊を設立し、アジア各地で勃発する戦争や紛争に軍隊を積極的に派兵する。同時に、日本政府は、マンガ、アニメ、ゲーム等のサブカルチャー産業を用いてアジアのみならずアメリカ・ヨーロッパをも席巻し、やがて日本は世界を経済的に支配するようになるが、世界各国で反日感情が悪化し、世界中の国々から核ミサイルが日本に飛来。日本は消滅する。生き残った日本人たちには断種政策が施され、日本列島から強制退去させられる。一方、日本という共通の敵と戦ったことによって世界の国々は団結し「世界国家」が誕生。日本の存在は地図や歴史から完全に消され「ジャパン」の名を口にすることは強いタブーとなる。

## あらすじ
主人公の少年ヒガンは、『アジール香港』の孤児であった。ヒガンは「赤狩り」を名乗る特殊警察とイザコザを起こすが、ストーカーと名乗る男に救われる。そして「ヒガンは世界で最後の純血の日本人である」として、ジャパンの「ミカド」になるよう強要されるが……。

## 登場人物
ヒガン・オオエ
主人公。『アジール香港』に住む孤児の少年。仲間と共に廃墟に捨てられたジャパン製の中古ソフトを売ることで生活していた。黒い髪と瞳の持ち主。
キコ・アイレン
黒髪、黒い瞳の少女で、ヒガンと共にストーカーによって「ジャパン」へと誘われる。勝気な性格。
ストーカー/K.ヒラオカ
密航屋にして自称・革命家。「世界国家」に反旗を翻すために「ジャパンのラストエンペラー伝説」を流布する。「世界国家」にとって唯一の"外部"である「ジャパン」の存在は、「世界国家」での暮らしに閉塞感を抱いていた人々を魅了し、ラストエンペラー伝説は都市伝説として語られていくようになる。
シキブ
『アジール香港』の市長の女性。本名はマリーヤ・イワーノブナ・タルコフスカヤ。K.ヒラオカは学生時代の知り合い。
ネハン・タルコフスカヤ
シキブの娘。グルジェフの起こしたクーデターに巻き込まれ、ヒガン、キコと共にジャパンを目指すことになる。
グルジェフ・タルコフスカヤ
シキブの兄。世界国家の官僚だったが、クーデターを起こし、『アジール香港』を世界国家から独立させる。
ミヒャエル・レーニン
「赤狩り」を主たる任務とする特殊警察の隊長。シキブのかつての恋人。
アンドレイ・ナボコフ
シキブの公設家庭秘書。ネハンの教育係でもあった。
毛（マオ）
中古ゲームソフト屋の店主。
日子坐宮稀人（ひこますのみや　まれひと）
地下組織「亡命日本政府」のミカド。その顔立ちから「傀儡」としてミカドに選ばれた。ヒガンに自分に替わってミカドになることを持ちかける。
カムロ
「亡命日本政府」の擁する"皇族"。金髪と青い瞳が特徴。ミカドになる野心を持つ。
イシハラ・カンジ
満州日本人自治区でインチキな拝み屋をしている男。ヒラオカ、稀人とは旧知。若い頃、石原莞爾の思想に傾倒していた過去を持ち、転向後は戯れにその名を名乗る。
オニサブロー
イシハラ・カンジのインチキ降霊術のアシスタントを勤める少年。孤児院出身。名前は出口王仁三郎からとって、イシハラがつけた。
マザー・ジョカ
「世界国家」の最高指導者。「母性」原理による民族融和がスローガンである「世界国家」は徹底した「母親」優先主義である。人種・民族間の不平等を無くすために、共通言語として「世界国家」にとって唯一の"外部"である「ジャパン」の言語である日本語が話されている。
ミカド
“本物の”天皇。東京の中心にある森（皇居）に住む聖なる老人。世界戦争で東京が消滅した後、「世界国家」は文化遺産として東京の復元を計画し、皇居を中心に半径10kmを巨大な壁で囲み東京を再建。一時は市街戦用の軍事施設として使用されるが、管理人として送り込まれた本物の天皇である老人に一方的に独立宣言されてしまう。